# Embolización de arterias uterinas
La embolización de Arterias uterinas (EAU) es un procedimiento minimamente invasivo donde un radiólogo  intervencionista realiza una pequeña punción y utilizando un catéter (o tubo) delgado, ocluye deposita partículas pequeñas que bloquean el suministro de sangre a los miomas. El procedimiento está indicado para el tratamiento de miomas uterinos y adenomiosis. Dado que este tratamiento mínimamente invasivo es generalmente utilizado en el tratamiento de miomas también es conocido como embolización de miomas uterinos.

## Usos médicos
La embolización suele tratar síntomas por sangrados, así como reglas abundantes que producen anemia y síntomas pélvicos debidos a la presión del útero, ya en la vejiga o en el recto,  o bien para el tratamiento de la adenomiosis uterina con sangrado.  Es importante conocer el tamaño y las medidas del mioma, el número, y la localización, generalmente mediante ecografía y resonancia magnética previa al procedimiento.
Los resultados a plazo largo so excelentes con satisfacción de las pacientes son similares a la cirugía.
Tiene unos tiempos de ingreso de recuperación más cortos que la cirugía. La EAU produce una falta de riego a los miomas dado que presentan una vascularización muy rica, reduciendo su tamaño .
EAU también puede controlar la hemorragia uterina agresiva por otras razones distintas a los miomas, como las hemorragias tras el parto y la adenomiosis del útero.

## Procedimiento
El procedimiento se realiza por un Radiólogo Intervencionista, generalmente con anestesia local. El acceso es generalmente a través de la arteria femoral en la ingle. Después de anestesiar la piel sobre la arteria de elección, se realiza una pequeña punción, de unos 2 mm. Se introduce una pequeña guía en la arteria, y posteriormente a través de ésta se introduce un pequeño tubito (catéter) en la arteria uterina. Una vez en el nivel de la arteria uterina se realiza una arteriografía con contraste para confirmar la posición del catéter y se inyecta el agente embolizante (pequeñas esferas ).
Estas esferas, bloquean el flujo de sangre a los miomas, causando que éstos se reduzcan de tamaño. Posteriormente se realiza la embolización de forma bilateral en la arteria del otro lado del útero.  Con ambas arterias uterinas ocluidas, la presencia de abundante circulación colateral impide que el útero se lesione, mientras que los miomas, al tener una vascularización terminal única, reducen su tamaño. 
El procedimiento suele durar aproximadamente una hora. La paciente estará ingresada con la pierna extendida durante algunas horas. A muchas pacientes suelen darse el alta el mismo día, pero la mayoría están dos días en el hospital para control del dolor y observación. 
El procedimiento no es una intervención quirúrgica, y permite mantener el útero para evitar muchas de las complicaciones quirúrgicas asociadas.